# Orchidea De Santis
Orchidea De Santis, pseudonimo di Orchidea De Sanctis (Bari, 20 dicembre 1948), è un'attrice italiana.

## Biografia

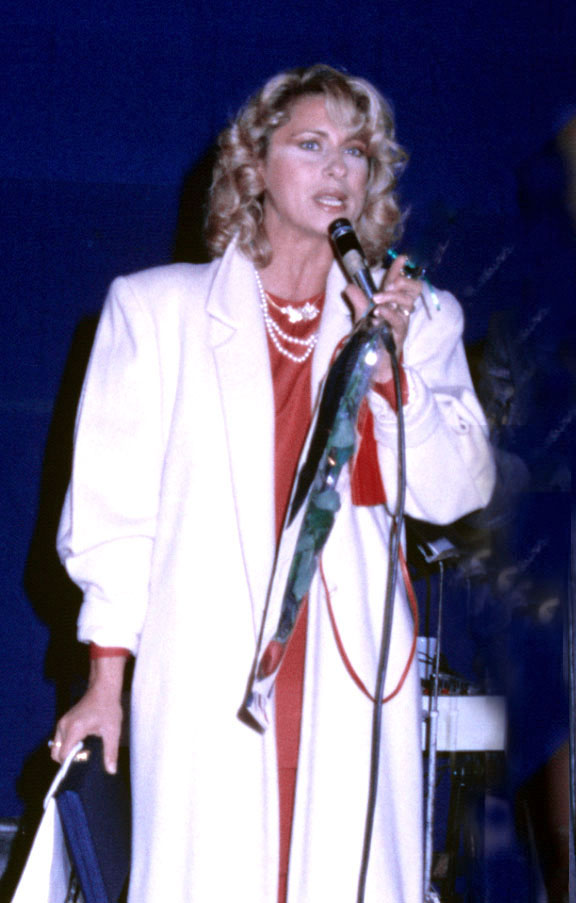
Orchidea De Santis nel 1983

Di origini salentine ma nata a Bari per via del lavoro del padre ufficiale della Marina Militare, si spostò con la famiglia, che gestiva un albergo nel capoluogo pugliese, dapprima a Gallipoli e poi a Roma, seguendo la sorella di sedici anni più grande. Agli esordi è stata anche cantante e, in seguito, attrice di teatro. Ha spaziato dal cinema alla radio, dal teatro alla musica, fino ad approdare in televisione. Dal 2006 al 2013 ha gestito un blog. Collabora con diverse associazioni animaliste e ambientaliste.

### Cinema
Attiva soprattutto negli anni Settanta, è stata interprete della commedia sexy all'italiana, inizialmente soprattutto in costume e di ambientazione boccaccesca. Curiosa la sua presenza in Alla mia cara mamma nel giorno del suo compleanno, film nel quale, per esigenze di copione, fu truccata in modo da apparire brutta.
Nel 1979 la sua carriera cinematografica ha subìto una brusca interruzione in seguito a un grave infortunio occorsole sul set del film Arrivano i gatti di Carlo Vanzina quando, a causa della caduta accidentale in una botola, si ruppe un gomito (che le fu poi completamente ricostruito chirurgicamente) rischiando danni permanenti a tutto il braccio.

### Radio
Per la radio ha ricoperto numerosi ruoli di attrice, soprattutto negli sceneggiati ad episodi BaroccoRoma e Racconto Italiano, trasmessi da Radio Due. Ha condotto, nel 1997 e nel 1998, L'arca di Noè per Radio Due e nel 1998 per Rai International ha ideato diretto e condotto un programma in tredici puntate sul cinema e la colonna sonora Ciak si esegue; inoltre è stata ideatrice e conduttrice del programma L'anello di re Salomone, e dal 2000 al 2006 ha condotto sempre per Radio Due il programma Due di notte (quattro ore di diretta per ogni puntata).

### Televisione
Per la televisione, ha preso parte a sceneggiati e cortometraggi, tra cui Roosevelt (Rai 3, 1986), La Maga Circe, Lucrezia Borgia (Rai 1, 1987), Il caso Redoli e un film tv per I grandi processi (Rai 1, 1996).

## Filmografia

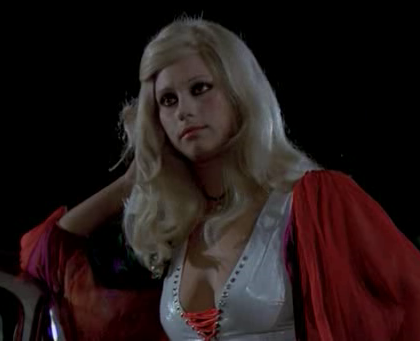
Orchidea De Santis in Per amare Ofelia (1974)

Orchidea De Santis in Una bella governante di colore (1976)

- Queste pazze, pazze donne, regia di Marino Girolami (1964)
- Gli invincibili tre, regia di Gianfranco Parolini (1964)
- La battaglia dei Mods, regia di Franco Montemurro (1966)
- I due figli di Ringo, regia di Giorgio Simonelli (1966)
- Come imparai ad amare le donne, regia di Luciano Salce (1966)
- Il nero, regia di Giovanni Vento (1967)
- Nel labirinto del sesso, regia di Alfonso Brescia (1968)
- Sigpress contro Scotland Yard, regia di Guido Zurli (1968)
- Colpo di Stato, regia di Luciano Salce (1969)
- L'invasione (L'Invasion), regia di Yves Allégret (1969)
- Togli le gambe dal parabrezza, regia di Massimo Franciosa (1969)
- Concerto per pistola solista, regia di Michele Lupo (1970)
- Una macchia rosa, regia di Enzo Muzii (1970)
- Quelli belli... siamo noi, regia di Giorgio Mariuzzo (1970)
- Il tuo dolce corpo da uccidere, regia di Alfonso Brescia (1970)
- 7 cadaveri per Scotland Yard (Jack el destripador de Londres), regia di José Luis Madrid (1971)
- Ettore lo fusto, regia di Enzo G. Castellari (1972)
- La preda e l'avvoltoio (Un dólar de recompensa), regia di Rafael Romero Marchent (1972)
- Le calde notti del Decameron, regia di Gian Paolo Callegari (1972)
- Le mille e una notte all'italiana, regia di Carlo Infascelli (1972)
- Il Decamerone proibito, regia di Carlo Infascelli (1972)
- Decameroticus, regia di Pier Giorgio Ferretti (1972)
- Beffe, licenzie et amori del Decamerone segreto, regia di Giuseppe Vari (1972)
- Amore e morte nel giardino degli dei, regia di Sauro Scavolini (1972)
- Il diavolo nel cervello, regia di Sergio Sollima (1972)
- Anche se volessi lavorare, che faccio?, regia di Flavio Mogherini (1972)
- I giochi proibiti de l'Aretino Pietro, regia di Piero Regnoli (1973)
- La padrina, regia di Giuseppe Vari (1973)
- Provaci anche tu, Lionel, regia di Roberto Bianchi Montero (1973)
- Paolo il caldo, regia di Marco Vicario (1973)
- Biancaneve e i sette nani, regia di Piero Regnoli (1973)
- Alla mia cara mamma nel giorno del suo compleanno, regia di Luciano Salce (1974)
- Le calde labbra del carnefice, regia di Juan Bosch (1974)
- Per amare Ofelia, regia di Flavio Mogherini (1974)
- La nipote, regia di Nello Rossati (1974)
- La sensualità è... un attimo di vita, regia di Dante Marraccini (1974)
- Scusi, si potrebbe evitare il servizio militare?... No!, regia di Luigi Petrini (1974)
- Charlys Nichten, regia di Walter Boos (1974)
- L'ingenua, regia di Gianfranco Baldanello (1975)
- Le dolci zie, regia di Mario Imperoli (1975)
- Il vizio di famiglia, regia di Mariano Laurenti (1975)
- San Pasquale Baylonne protettore delle donne, regia di Luigi Filippo D'Amico (1975)
- La dottoressa sotto il lenzuolo, regia di Gianni Martucci (1976)
- Una bella governante di colore, regia di Luigi Russo (1976)
- L'appuntamento, regia di Giuliano Biagetti (1977)
- Ride bene... chi ride ultimo, registi vari (1977)
- Il signor Ministro li pretese tutti e subito, regia di Sergio Grieco (1977)
- Tre simpatiche carogne, regia di Francis Girod (1978)
- Tanto va la gatta al lardo..., regia di Marco Aleandri (1978)
- Ridendo e scherzando, regia di Marco Aleandri (1978)
- Tre sotto il lenzuolo, regia di Michele Massimo Tarantini (1980)
- Arrivano i gatti, regia di Carlo Vanzina (1980)
- Tenerezza, regia di Enzo Milioni (1987)
- Le amiche del cuore, regia di Michele Placido (1992)

## Discografia parziale

### Singoli
- 1972 – Partners/Partners (strumentale) (Roch Records) come Orchidea De Sanctis